# Hälsoekonomi
Hälsoekonomi är ett område inom nationalekonomin, inom vilket man analyserar hälsa och sjukvård med hjälp av ekonomisk teori och empiri, eller med metoder specifikt utvecklade för området.  

## Hälsoekonomins olika ämnesområden
För en översikt över de områden som omfattas av hälsoekonomi brukar man ofta hänvisa till en publikation av Alan Williams (1927-2005, professor i ekonomi vid York universitet). Williams delar in hälsoekonomin i åtta distinkta ämnesområden:
- Vad påverkar hälsa? (utöver hälso- och sjukvården)
- Vad är hälsa och vad är dess värde?
- Efterfråga på hälso- och sjukvård
- Utbud av hälso- och sjukvård
- Mikroekonomisk utvärdering på behandlingsnivå
- Marknadsjämvikt
- Utvärdering på systemnivå
- Planerings-, budgeterings- och övervakningsmekanismer

Under området mikroekonomisk utvärdering på behandlingsnivå finner vi hälsoekonomiska utvärderingar (t.ex. kostnadseffektanalyser, kostnadsnyttoanalyser) som är en av de mest kända tillämpade metoderna inom hälsoekonomi.

## Hälsoekonomiska utvärderingar
| ” | ... the comparative analysis of alternative courses of action in terms of both their costs and consequences. | „ |
| – Drummond et al, Methods for the economic evaluation of health care programmes (4th ed), 2015. sid 4. | |   |

Syftet med hälsoekonomiska utvärderingar är att ge beslutsfattare underlag då de behöver välja mellan olika metoder. Utvärderingarna innehåller kostnader och effekter som är förknippade med de specifika metoderna, precis som det välkända citatet ovan säger.
I analysen jämförs metodernas kostnader och effekter som en kvot, kallad kostnadseffektivitetskvoten (på engelska: ICER, Incremental cost-effectiveness ratio)
{\displaystyle ICER={Kostnad\ A-Kostnad\ B \over Effekt\ A-Effekt\ B}}
Resultatet av analysen blir alltså en kostnad per effekt. Och då beräkningen jämför två olika alternativ blir resultatet den extra (inkrementella) kostnaden per effekt för det dyrare alternativet A. Beslutsfattare kan sedan avgöra om de tycker att den extra kostnaden är rimlig att betala för effekten.

## Kostnadseffektivitet
För att avgöra vilken av två metoder som är kostnadseffektiv behövs uppgifter om både kostnader och effekter. Om en ny metod har lägre kostnad och bättre effekt än den jämförda metoden så kallas den nya metoden ”dominant” och valet av metod är enkelt från hälsoekonomisk synpunkt; välj den nya. Oftast är emellertid effektivare metoder mer kostnadskrävande.
För att avgöra om en åtgärd är kostnadseffektiv behöver man också ett tröskelvärde, som representerar den kostnad per effekt, oftast per QALY, som man är beredd att betala (betalningsvilja) .

## Perspektiv
Hälsoekonomiska analyser utförs vanligen ur ett specifikt perspektiv. Vilket perspektiv som väljs avgör vilka kostnader som man tar hänsyn till. Exempelvis kan analysen göras utifrån en särskild betalares perspektiv, och då inkluderas endast kostnader som är relevanta för denna betalare, exempelvis ett sjukhus. Analysen kan också göras utifrån ett samhällsperspektiv, då inkluderas också så kallade indirekta kostnader (exempelvis produktionsbortfall eller kostnaden som uppstår när anhöriga vårdar den sjuke i hemmet). Partiella hälsoekonomiska analyser med samhällsperspektiv, studier som enbart undersöker kostnader och bortser från hälsoeffekter, benämns ofta samhällskostnadsstudier (på engelska Cost-of-Illness studies, COIs)

## Effekter
Vid hälsoekonomisk utvärdering används ofta antal levnadsår eller kvalitetsjusterade levnadsår, men andra utfall är också möjliga, beroende på vilken typ av ekonomisk utvärdering som avses. Vid kostnads-effekt-analyser kan en mängd olika hälsoutfall användas, såsom förändring i blodtryck, medan kostnads-nytto-analys kräver ett hälsoutfall som både tar hänsyn till livskvalitet (exempelvis kvalitetsjusterade levnadsår) och där livskvalitetsmåttet kan anges i form av nytta. Vid kostnads-intäkt-analys beräknas även hälsoutfallet i form av pengar.

## Diskontering
Kostnader och effekter diskonteras vanligen med 3 % i Sverige, baserat på TLV rekommendationer, men procentsatsen skiljer sig mellan länder. För att effekter och kostnader som nära i tiden skall värderas högre än eventuella vinster långt fram, då dessa är mer osäkra. Baksidan med diskontering är att exempelvis vacciner missgynnas, den stora kostnader är vi vaccinationstillfället medan vinsterna kan ligga flera decennier fram i tiden.   

## Modeller
Ekonomiska utvärderingar är i hög grad beroende av i vilken utsträckning kostnader och effekter av metoder är kända. Ofta använder utvärderingarna endast uppgifter som samlats in i samband med den särskilda prövningen av metoden. Sådana ekonomiska utvärderingar kallas ofta empiriska hälsoekonomiska studier, eftersom de baseras på enbart särskilt insamlad primärdata. I många fall är emellertid inte de uppgifterna tillräckliga för att besvara den hälsoekonomiska frågan, till exempel vid diskussion om att införa nya metoder för utredning eller behandling. Då kan primärdata kompletteras med andra data i en så kallad modellanalys. 
En modell syftar till att belysa ett beslutsproblem utifrån bästa tillgängliga information, inte att ersätta empiriska studier. I modellanalyser används därför en mängd olika uppgifter som har samlats in tidigare, ofta så kallad sekundärdata, tillsammans med primärdata från prövningar. Det är främst i situationer när kostnader och effekter till följd av åtgärder påverkas över en längre tid än vad som har kunnat studeras i prövningen som modeller tillämpas vid hälsoekonomisk utvärdering. Dessutom är det ofta aktuellt vid följande situationer :
• Då relevanta kliniska utvärderingar saknas eller inte inkluderar data på kostnader och QALYs.
• För att extrapolera från intermediära utfallsmått, exempelvis från blodtryck till hjärtinfarkt eller från läsförmåga till förvärvsarbete i vuxen ålder.
• Då det av etiska skäl är omöjligt att genomföra kontrollerade kliniska prövningar.
• Då kostnaderna för att genomföra tillräckligt stora empiriska studier är orimligt höga i förhållande till det potentiella värdet av den ytterligare information som kan vinnas.
• Att kostnader som beräknats inom ramen för kliniska prövningar inte är realistiska eller att de inte är relevanta för svenska förhållanden.
De vanligaste teknikerna vid modellanalyser inom hälsoekonomin är så kallade beslutsträd eller Markov-modeller . Principerna för dessa två metoder är i stora avseenden lika, men ett beslutsträd visar en sekvens av händelser under en bestämd tidsperiod. Denna teknik är lämplig vid utvärdering rörande sjukdomar eller problem av mer akut karaktär med ett händelseförlopp som är begränsat till en relativt kort tidsperiod. I figuren nedan jämförs två alternativa läkemedelsbehandlingar (A och B) med hjälp av ett beslutsträd. Modellen består av två beslutsgrenar som sedan förgrenar sig beroende på olika utfall av behandlingarna. Sannolikheten för olika utfall anges vid respektive gren. Samtliga grenar slutar i så kallade slutnoder (trianglar). I övre vänstra hörnet av figuren anges ingångsvärden för aktuella parametrar. Till höger om trädet anges i första kolumnen sannolikheten för att hamna i respektive slutnod, givet det initiala valet av behandlingsstrategi. I övriga kolumner anges på motsvarande sätt kostnad, förväntad kostnad, effekt och förväntad effekt. Inramade värden i tredje och femte kolumnerna anger förväntad kostnad och förväntad effekt av de två alternativen A och B. Den inkrementella kostnadseffektivitetskvoten (ICER), det vill säga merkostnaden om man väljer läkemedel B istället för A, blir 56 667 kronor per effektenhet.

Markov-modeller är uppbyggda kring ömsesidigt uteslutande tillstånd, se figuren nedan. Varje tillstånd är förknippat med en viss kostnad och en viss QALY-vikt. Modellerna innehåller alltid ett initialt tillstånd, exempelvis sjuk i en viss sjukdom eller tonåring med ökad risk för kriminalitet, och ett slutligt tillstånd, vanligtvis död. Pilarna i figuren representerar övergångssannolikheter, det vill säga risker, för förflyttningar mellan de olika hälsotillstånden. Dessa risker kan i moderna Markov-modeller (via så kallad mikrosimulering) tillåtas variera över tid, exempelvis öka med åldern på patienterna. Markov-modellen är mer användbar för analys av beslutsproblem som avser lång tid, till exempel behandling av kroniska problem, och är därför den vanligaste skattningsmodellen.

Förutom beslutsträd och Markov-modeller har det på senare tid även blivit vanligare att använda sig av händelsestyrda modeller (discrete event simulation, DES) . Istället för att utgå från olika hälsotillstånd som i Markov-modellerna, bygger dessa modeller på olika händelser (events) som inträffar vid specifika tidpunkter. Det kan vara händelser som till exempel att en patient insjuknar, ett läkarbesök eller att en viss behandling påbörjas. Flera olika händelser kan ske samtidigt och var och en av dessa händelser kan i sin tur få konsekvenser i form av till exempel kostnader, livskvalitetsförändringar och/eller förändrad risk för framtida händelser. DES-modellerna har dock kritiserats för att de kräver mer detaljerade data, vilka ofta inte är publicerade och kan vara svåra att få tag på. En annan kritik mot DES-modellerna är att det har ansetts svårt och tidskrävande att utföra så kallade probabilistiska känslighetsanalyser (se nedan) i dessa modeller  men den uppfattningen delas inte av alla .

## Känslighetsanalys
Vid hälsoekonomiska utvärderingar är det viktigt att göra känslighetsanalyser , för att beskriva osäkerheten i resultatet. Att göra en känslighetsanalys innebär att man varierar en eller flera variabler i analysen för att undersöka vad som händer med analysens resultat. Om resultatet förändras mycket, till exempel så att kostnadseffektivitetskvoten förändras till att bli högre än tröskelvärdet för samhällets betalningsvilja, sägs att resultatet är känsligt för variabeln. Det kan till exempel gälla att öka interventionskostnaden om man misstänker att den kan vara högre än den skattning som använts i grundanalysen. Det kan också handla om att man är osäker på olika antaganden som gjorts i en modell, till exempel hur stor andel av brukarna som behöver göra ett test eller hur ofta en patient behöver komma tillbaka för kontrollbesök. Då kan man testa ett flertal olika scenarion och se om resultatet ändras eller inte. En annan ansats är att analysera vilket värde en variabel måste anta för att resultatet ska förändras, från att ligga under tröskelvärdet för kostnadseffektivitet till att överstiga det, eller tvärtom.
I modeller brukar probabilistisk känslighetsanalys (probabilistic sensitivity analysis) tillämpas . Det förkortas ofta PSA och innebär att osäkerheten kring modellens variabler inkluderas i analysen. Varje variabel får då en statistisk fördelning (t.ex. normal-, beta- eller gammafördelning) utifrån den osäkerhet som omger den specifika variabeln (t.ex. baserat på uppgifter om standardavvikelse). Därefter körs modellen flera gånger (ofta mellan 1 000 och 10 000 gånger) varvid olika tänkbara variabelvärden kombineras för beräkning av en förväntad kostnad per effekt. I varje körning dras ett värde från varje variabelfördelning och ett resultat beräknas. I figuren nedan illustreras resultatet av en modell som körts 5 000 gånger. Linjerna i figuren anger olika nivåer för betalningsviljan för en effektenhet, det vill säga tröskelvärden. Förutom medelvärdet av alla skattningar presenteras i en PSA sannolikheten för att metoden är kostnadseffektiv. Den beräknas utifrån hur många procent av skattningarna som hamnar till höger om den linje som representerar betalningsviljan för en effekt. Till exempel visar figuren att cirka 90 procent av skattningarna hamnar till höger om linjen som representerar en betalningsvilja på 30 000 kronor per effektenhet, alltså är sannolikheten för att metoden är kostnadseffektiv cirka 90 procent om vi är beredda att betala 30 000 kronor för att vinna ytterligare en effektenhet.
En annan osäkerhetsanalys som också kan presenteras i ett kostnadseffektivitetsplan kan göras på data från empiriska studier genom att bootstrappa kostnader och effekter . Bootstrapping innebär att man skattar datauppgifters statistiska fördelning genom att använda de datauppgifter man har. Vid empiriska studier kan man använda de två gruppernas data på kostnader och effekter för att beräkna ett stort antal kostnadseffektivitetskvoter. Detta görs genom att slumpmässigt dra individdata ur de två grupperna och beräkna skillnaden. Detta görs ett stort antal gånger, ofta minst 1 000 gånger, och varje gång läggs individdata tillbaka så att den kan dras igen. Bootstrappingen ger alltså ett stort antal olika kostnadseffektivitetskvoter, och ett slags konfidensintervall kan anges genom att beräkna mellan vilka värden 95 procent av dragningarna återfinns. Motsvarande metod kan användas för att beskriva den empiriska, icke-parametriska, fördelningen av kostnader och effekter separat, både från behandlingsstudier och modellskattningar.

## Myndigheter
I Sverige använder sig TLV av hälsoekonomiska analyser, då ett beslut skall fattas huruvida ett läkemedel skall omfattas av förmån eller inte. I uppdraget för Statens beredning för medicinsk och social utvärdering (SBU) ingår att utvärdera metoder ur ett ekonomiskt perspektiv. I de ekonomiska avsnitten i SBU:s utvärderingar ingår oftast en systematisk översikt över publicerade studier av metoders kostnadseffektivitet och i vissa fall görs även egna hälsoekonomiska analyser. Inom trafiksäkerhet och uppföljning av olyckor finns en lång svensk tradition av att studera samhällskostnader. Liknande myndigheter i Europa är National Institute for Health and Care Excellence (NICE) i England, IQWIG i Tyskland, CADTH i Kanada, och ZIN i Nederländerna.